# 懷俄明縣 (西維吉尼亞州)
懷俄明縣（英語：Wyoming County）是美國西維吉尼亞州西南部的一個縣。面積1,300平方公里。根據美國2000年人口普查，共有人口25,708。縣治派恩維爾。
成立於1850年。縣名來自特拉華語，意思是「平原寬廣」。